# بیلی کاتن (بازیکن فوتبال، زاده ۱۸۹۴)
بیلی کاتن (انگلیسی: Billy Cotton; ۱۰ آوریل ۱۸۹۴ – ۱۹۷۱ (۷۶−۷۷ سال)) بازیکن فوتبال بود.
از باشگاه‌هایی که در آن بازی کرده‌است می‌توان به باشگاه فوتبال پرسکوت کابلس اشاره کرد.